# Château de Krásna Hôrka
 (avril 2023).
Si vous disposez d'ouvrages ou d'articles de référence ou si vous connaissez des sites web de qualité traitant du thème abordé ici, merci de compléter l'article en donnant les références utiles à sa vérifiabilité et en les liant à la section « Notes et références ».
Le Château de Krásna Hôrka est un château du sud-est de la Slovaquie construit au XIVe siècle et dont la première mention écrite remonte à 1333. Il fut classé monument national en 1966. 

## Histoire
Le 10 mars 2012, la toiture du château a été la proie des flammes. Les travaux de rénovation ont commencé fin 2012.

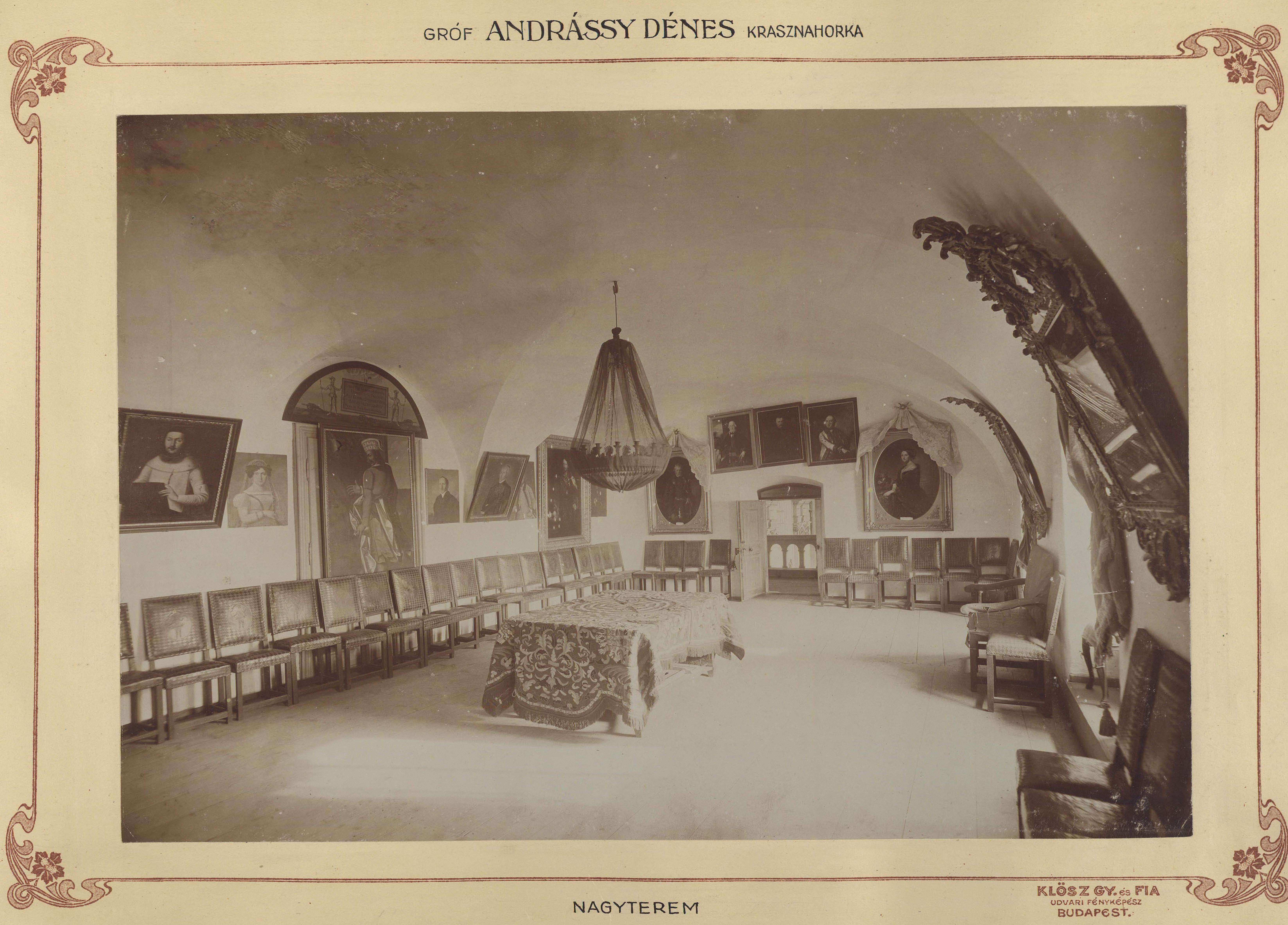
Intérieur du château dans les années 1890.
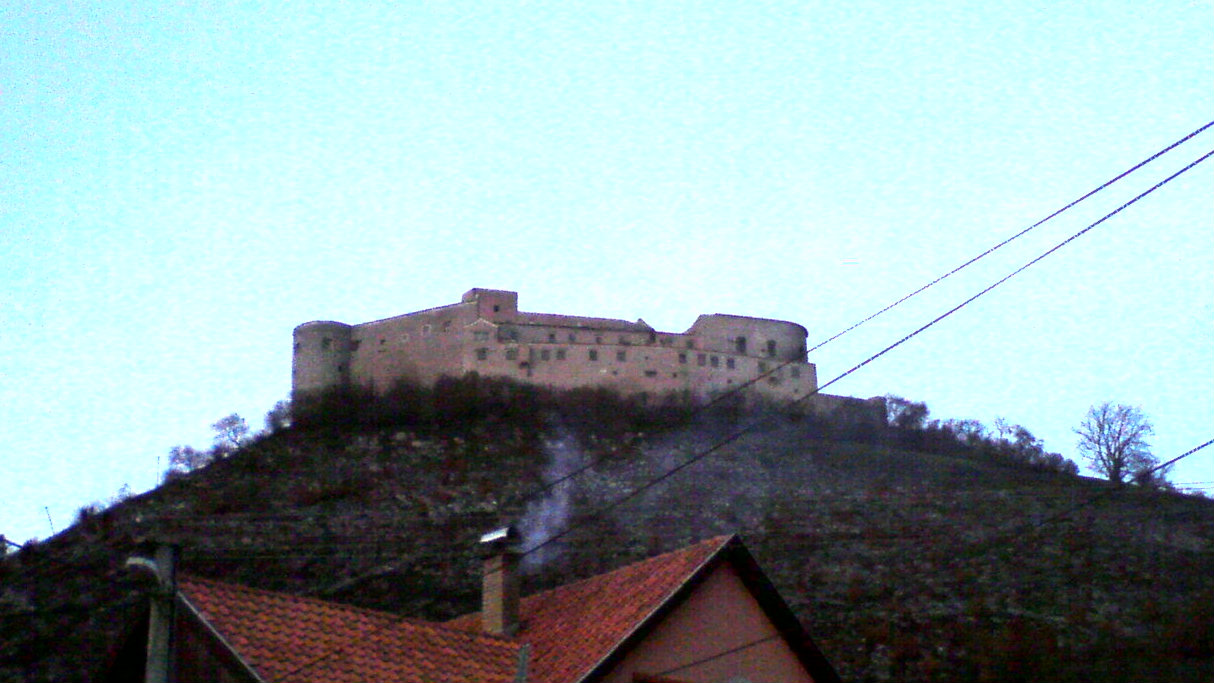
Vue du château fin mars 2012.